# Saab PhoeniX
Der PhoeniX ist ein Konzeptfahrzeug von Saab, das erstmals auf dem Genfer Automobilsalon im März 2011 gezeigt wurde. Es implementiert verschiedene neue, von Saab entwickelte Technologien und Designkonzepte. Das Design wurde unter Leitung des neuen Designchefs von Saab, Jason Castriota entworfen.
Der PhoeniX basiert auf der gleichnamigen Automobilplattform, die Saab für zukünftige Mittelklassemodelle entwickelt hat. Es handelt sich um einen 2+2-sitzigen Sportwagen mit einer sehr gedrungenen Silhouette (Länge 4,42 m, Höhe 1,33 m). Der Antrieb erfolgt an den Vorderrädern mittels eines von BMW/PSA gelieferten 1.6 Liter-Benzinmotors mit 147 kW Leistung, der auch in verschiedenen Citroën- und Peugeot-Modellen sowie im BMW Mini verwendet wird, und an den Hinterrädern mit einem 25 kW starken Elektromotor, der gleichzeitig als Stromgenerator beim regenerativen Bremsen verwendet wird. Damit ist der PhoeniX ein Typ von Hybridelektrokraftfahrzeug.
Verschiedene Maßnahmen tragen dazu bei, dass der Wagen einerseits die für eine stabile Straßenlage bei einem Sportwagen notwendige Aerodynamik aufweist, andererseits aber einen für Sportwagen ungewohnt niedrigen Luftwiderstandsbeiwert von 0,25 hat. So sind seitlich am Fahrzeug und vor/hinter den Rädern Luftleitbleche angeordnet, und seitlich der „C-Säule“ finden sich als Spoiler dienende kanalartige Luftführungen (sog. „buttresses“), die in ähnlicher Weise auch bereits bei der Bertone Mantide desselben Designers zum Einsatz gekommen sind.
An Stelle eines konventionellen Multimedia/Navigationssystems tritt ein Touchscreen-gesteuerter, auf Android basierender Bordcomputer, der 500 Fahrzeugwerte abrufen kann. Das IQon (ausgesprochen wie Icon) genannte System enthält eine API, die von Drittentwicklern für Programme mit weiteren fahrzeugspezifischen Funktionen verwendet werden kann.
Das mit Schrägheckklappe und einem Kofferraum mit „Cargo Rails“ ausgestattete Auto erreicht eine abgeregelte Höchstgeschwindigkeit von 250 km/h bei einem Fahrzyklus-Normverbrauch von 5,0 l/100 km.
Das Design zeigt zahlreiche neue Elemente, die von bisherigen Saab-Fahrzeugen abweichen. Das präsentierte Auto ist in Silber-Metallic in einer speziellen Technik mit acht Lackschichten lackiert.